# اس‌اس سالتمارش
اس‌اس سالتمارش (به انگلیسی: SS Saltmarshe) یک کشتی بود که طول آن ۲۱۵ فوت (۶۶ متر) بود. این کشتی در سال ۱۹۰۷ ساخته شد.